# Oddziaływania antagonistyczne

Przykłady wzrostu pojedynczej populacji; modele:
– wzrostu wykładniczego (krzywa „J”), np. wzrost liczebności populacji roślinnej nie poddanej wpływowi roślinożerców,
– logistyczny (krzywa „S”), ustalanie się liczebności populacji producentów i konsumentów (roślinożerców)
Układ współrzędnych:
x – czas (t),
y – liczebność populacji (N)

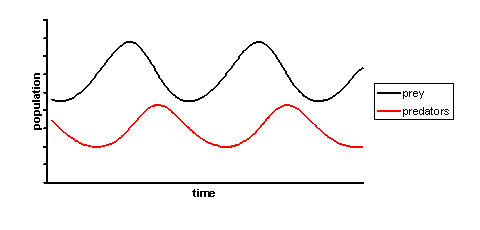
W ekosystemach liczebność populacji ofiar (prey) i drapieżników (predator) okresowo się zmienia (zob. Równanie Lotki-Volterry)

Oddziaływania antagonistyczne – rodzaj zależności międzygatunkowych między populacjami biocenozy (ożywionej części ekosystemu), uznawany za niekorzystny dla jednej lub obu populacji zajmujących to samo środowisko.
Wśród zależności antagonistycznych są wyróżniane:
- konkurencja (zob. m.in. zasada Gausego, wzrost logistyczny liczebności populacji, oscylacje i fluktuacje liczebności populacji),
- pasożytnictwo,
- drapieżnictwo (zob. równanie Lotki-Volterry, wzrost logistyczny liczebności populacji),
- allelopatia,
- amensalizm.

Bardzo silne oddziaływania antagonistyczne mają charakter eksploatacji populacji. Do tej grupy oddziaływań międzygatunkowych zalicza się eksploatację przyrody przez człowieka.